# San Juan (Leyte du Sud)
Pour les articles homonymes, voir San Juan.
San Juan est une municipalité des Philippines située dans l'est de la province de Leyte du Sud. Jusqu'en 1961, elle s'appelait Cabali-an, nom d'origine inconnue encore largement employé par la population.

## Subdivisions
San Juan est divisée en 18 barangays :
- Agay-ay
- Basak
- Bobon A
- Bobon B
- Dayanog
- Garrido
- Minoyho
- Osao
- Pong-oy
- San Jose (poblacion (en))
- San Roque
- San Vicente
- Santa Cruz (poblacion)
- Santa Filomena
- Santo Niño (poblacion)
- Somoje
- Sua
- Timba